# Wikipedia niderlandzkojęzyczna
Wikipedia niderlandzkojęzyczna (niderl. Nederlandstalige Wikipedia) – niderlandzkojęzyczna edycja Wikipedii, założona 19 czerwca 2001 roku.

## Kamienie milowe
100-tysięczny artykuł napisany został 14 października 2005. Na krótko prześcignęła wtedy Wikipedię polskojęzyczną zajmując jej szóste miejsce, lecz następnie spadła na ósmą pozycję. 24 stycznia 2006 dodany został 125-tysięczny artykuł. 1 marca 2006 niderlandzkojęzyczna edycja zajęła miejsce szwedzkojęzycznej i włoskojęzycznej edycji powracając na szóste miejsce. 19 marca 2006 napisany został artykuł 150-tysięczny, 24 maja 2006 200-tysięczny. 30 listopada 2008 roku przekroczyła 500 000 artykułów co dawało jej 7. pozycję w rankingu. 17 grudnia 2011 roku liczba haseł w Wikipedii niderlandzkojęzycznej przekroczyła milion.
30 października 2011 w wyniku utworzenia ponad 24 tysięcy artykułów o owadach (chrząszcze z rodziny stonkowatych i sprężykowatych) Wikipedia niderlandzkojęzyczna awansowała o dwie pozycje – na 5. miejsce, wyprzedzając edycję polskojęzyczną i hiszpańskojęzyczną.